# John Astley (giocatore di snooker)
John J. Astley (Gateshead, 13 gennaio 1989) è un giocatore di snooker inglese.

## Carriera
Dopo aver vinto l'English Under-19 Championship nel 2007, John Astley ottiene una carta di qualificazione per il Main Tour per le stagioni 2013-2014 e 2014-2015, dopo aver raggiunto il 4º posto nel Ranking stagionale dei dilettanti nel 2012-2013.

### Stagione 2013-2014
Nella sua annata d'esordio, l'inglese riesce subito a qualificarsi per il Wuxi Classic a fine maggio, sconfiggendo per 5-2 Mike Dunn; tuttavia una volta arrivato nel tabellone principale, viene eliminato da Robert Milkins che lo batte 5-0. Allo UK Championship batte al primo turno il campione del mondo 1997 Ken Doherty per 6-5 al frame decisivo, definendo questa la sua miglior prestazione su un tavolo da snooker. Successivamente perde al secondo turno contro Stuart Carrington che lo travolge 6-1. In seguito Astley si qualifica anche per il China Open, dove è costretto ad arrendersi al primo turno perdendo contro Ding Junhui, futuro vincitore del titolo. A fine stagione viene premiato come Rookie of the Year durante la World Snooker Annual Award Ceremony.

### Stagione 2014-2015
Nella stagione 2014-2015 Astley non ottiene buoni risultati, riuscendo a qualificarsi solo per lo UK Championship e a prendere parte al Welsh Open, dove esce al secondo turno. Dopo aver concluso al 98º posto, Astley viene escluso dal tour nella stagione successiva.

### Stagione 2016-2017
Dopo aver ottenuto una carta di due anni, Astley inizia la stagione 2016-2017 arrivando ai quarti di finale al Riga Masters, dove perde contro Mark Williams per 4-1. Raggiunge poi due terzi turni al Paul Hunter Classic e all'Indian Open. Il resto dell'annata è soddisfacente: Astley riesce infatti a passare sempre il primo turno tranne allo UK Championship, allo Scottish Open e al German Masters.

### 2017-
A partire dal 2017, l'inglese ottiene come miglior risultato gli ottavi al Welsh Open 2018.

## Ranking[10]
| Stagione  | Ranking iniziale | Ranking finale |
| --------- | ---------------- | -------------- |
| 2013-2014 | Non classificato | 97             |
| 2014-2015 | 75               | 86             |
| 2016-2017 | Non classificato | 76             |
| 2017-2018 | 66               | 66             |
| 2018-2019 | Non classificato | 87             |
| 2019-2020 | 73               |                |